# Karl Lagasse
Karl Lagasse, né le 4 avril 1981 à Paris, est un artiste français . Il est le créateur de la sculpture One Dollar ainsi que du trophée de la 43e édition  du Festival du cinéma américain de Deauville.

## Biographie

### Jeunesse
Karl Lagasse est né le 4 avril 1981 à Paris, dans une famille d’artistes. Il grandit à Deauville dans le Calvados en Normandie où il fut notamment scolarisé à l‘école primaire Fracasse puis au lycée André Maurois. Sensibilisé à l’art très tôt, il commence dès l’âge de 7 ans à faire des collages pour sa mère. C’est à cette époque qu’il fait la rencontre du célèbre sculpteur César. Ce dernier le pousse alors à persévérer dans cette voie et à poursuivre son chemin d'artiste. Un peu plus tard, il explore un nouveau moyen d’expression en taguant les murs du métro parisien et découvre la spontanéité de la peinture mais n’abandonne pas pour autant le collage, sa première véritable passion.

### Carrière artistique
La carrière de Karl Lagasse débute en 1996 avec la vente de sa première œuvre à Anvers, il est alors âgé de 15 ans.

Quelques années plus tard, en 2003, il prépare sa première exposition à Paris où il expose ses œuvres qui mêlent collages et peinture, comme lui avait suggéré Yvaral Vasarely, fils du plasticien hongrois Victor Vasarely, lors de leur rencontre en 1998.

Il débute la sculpture en 2004 et trouve l'inspiration en visionnant Nuits blanches. Il se met alors à chercher son style et commence la série des « Buildings », œuvres « totem » composées de différents matériaux. La même année, il quitte Paris pour s’installer en Normandie où il transforme le rez-de-chaussée de la maison de sa mère en galerie qu'il nomme "le Workshop" (situé à l'époque au 79, rue du Général-Leclerc à Deauville). Il y expose ses œuvres et offre une vitrine à d'autres artistes comme Nasty.
En 2006, Isy Brachot (célèbre galerie bruxelloise) lui consacre une exposition. Un seul tableau ne trouve pas preneur. Karl Lagasse l'offre alors à un amateur n'ayant pas la possibilité de l'acquérir.

En 2008, il revient à Paris pour exposer à l’Espace Pierre Cardin. Peintures, sculptures et photographies sont présentées. Un film sur la réalisation des œuvres y est également projeté.

2009, année de création de l’une des œuvres les plus emblématiques de l'artiste, le One Dollar. Une œuvre résultant de son admiration pour les États-Unis mais aussi symbolisant ce qu’il est possible de faire avec un seul dollar ; "Faire de l'art avec 1$".
En 2010, il est choisi pour représenter la commune de Deauville (Normandie) à l’occasion du championnat du monde équestre "Horsemania" qui se déroule à Lexington (États-Unis), ville jumelée avec la station balnéaire normande, pour lequel il réalise une sculpture.

Après le"One Dollar, dont le succès est international, il présente une autre œuvre qui elle aussi deviendra emblématique, le "Cryptogram One". C’est au salon Art Monaco en 2011 que le public la découvre.
 Pour célébrer les 65 ans du Festival de Cannes en 2012, il réalise un « Building » de 2,80 m sur 60 cm de large en ciment, bois, verre et photos en collaboration avec Corbis et l’expose au Carlton Cinema Club. Les artistes présents au festival sont invités à signer l’œuvre, d’y déposer un message. C’est ce que font notamment José Garcia, Michel Hazanvisius, Bérénice Bejo, Gad Elmaleh mais aussi Cuba Gooding Jr., Tim Roth, Matthew McConaughey ou encore Zac Efron.

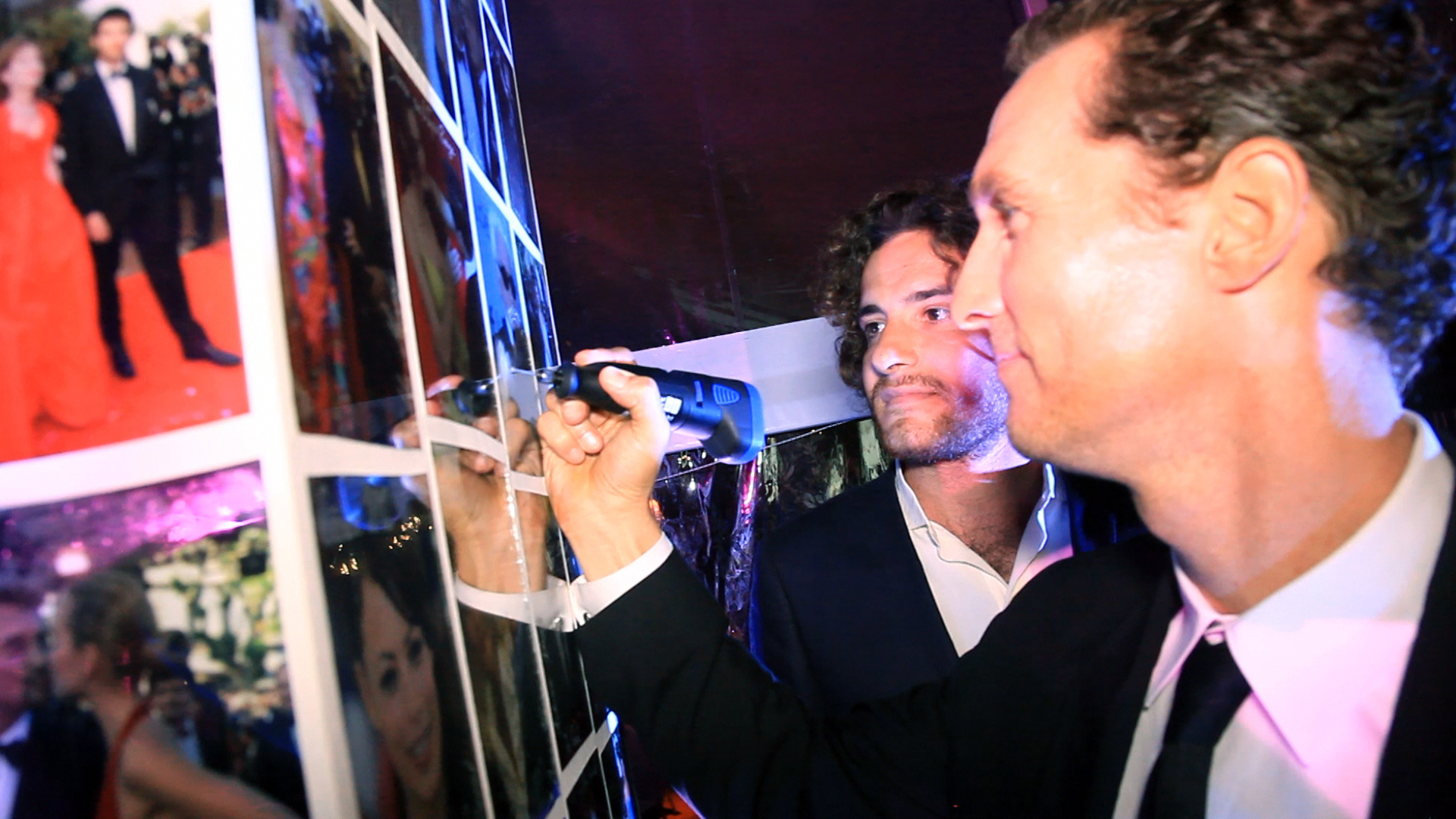
Matthew McConaughey signant l'œuvre réalisée par Karl Lagasse pour le 65e anniversaire du Festival de Cannes.

La même année, Karl Lagasse offre à la ville de Deauville un « Cryptogram One » réalisé en bronze. La sculpture qui mesure 1,90 m de haut sur 30 cm de large est installée à l’entrée de la ville (au début de l'avenue de la République) et inaugurée par le maire, Philippe Augier, le 05 aout 2012.
Maserati contacte Karl Lagasse pour la première fois en 2014, en vue d’une collaboration pour fêter le centenaire de la marque de prestige italienne et le lancement mondial de la nouvelle Ghibli. Ce modèle sert de base pour réaliser l’œuvre nommée « Psalm 2 ». Elle a été présentée au public lors de l’Art Paris Art Fair de la même année.
Un an après leur première collaboration, Karl Lagasse et Maserati se retrouvent de nouveau dans le cadre de la réalisation d’une installation monumentale, intitulée "A Piece of Heaven on Earth". Cette œuvre est composée d’une Maserati couverte d’un film de plastique blanc et d’une statue de Jésus Christ, aux pieds duquel plusieurs sculptures One Dollar représentent le remboursement de la plus grande dette de l’humanité. Le public découvre cette installation lors de l’Art Paris Art Fair 2015.
En 2016, un One Dollar» de 2 m de haut, entièrement réalisé en bronze, est exposé lors l'Art Paris Art Fair. Le Président de la République Française le félicite en personne pour son œuvre.
La même année, il expose à l’Atrium Gallery à Marbella où il présente plusieurs nouvelles toiles et sculptures. Le vernissage se fait en présence de son épouse, Cherise Lagasse, chanteuse d’opéra (elle interprète pour l'occasion plusieurs morceaux de son répertoire), du Maire de la ville, Jose Bernal Gutierrez et de la presse internationale.
 En décembre 2016, une de ses sculptures est mise en vente au prix de 60 000 €.
En 2017, Karl Lagasse réalise le trophée récompensant les lauréats de la 43e édition du Festival du Film américain de Deauville,,,.
Depuis 2022 Karl Lagasse est représenté à la Galerie Gervais & Gautret - Ibiza, Espagne 

## Œuvres principales

### Blockhaus de Bénerville
Défense d'Haîr, c'est le message contre la guerre, que l'artiste peint en 2009 sur un blockhaus datant de la Seconde Guerre mondiale situé sur la plage de la commune de Bénerville.

### Buildings
Sculptures totem directement inspirées des gratte-ciels new-yorkais. Ils représentent la fascination que Karl Lagasse a pour les États-Unis mais aussi le besoin qu'il a de se construire, de s'élever. Ces œuvres sont fabriquées avec du bois, du verre et du ciment. Les vitres laissent apparaitre des photos réalisées par l'artiste au gré de ses rencontres et voyages. C'est une œuvre de ce type qui sera réalisée à Cannes pour fêter le 65e anniversaire du festival.

### One Dollar
Créée en 2009, le "One Dollar est l’œuvre la plus connue et emblématique de l'artiste, elle est celle qui a créé la renommée de Karl Lagasse sur la scène internationale de l'art contemporain."One Dollar résulte d'une réflexion sur ce qu'il est possible de faire avec un dollar, sur le message qu'il véhicule (In God We Trust) et le symbole de puissance qu'il représente. Cette œuvre se décline en plusieurs tailles, formes, matériaux et couleurs. Un One Dollar réalisé en bronze et mesurant 2m de haut pour 500 kilos a fait l'objet d'une tentative de vol alors qu'il été exposé à l'extérieur de la galerie Bel-Air Fine Art à Genève. Dans son livre Le Dernier Chômeur, Didier Audebert site l'artiste et son One Dollar.

### Cryptogram One
"Cryptogram One" est une œuvre verticale "interactive". Constituée de lettres et de chiffres entremêlés, elle invite le spectateur à former des mots synonymes de paix et d'amour. L'œuvre se décline dans différents matériaux et couleurs.

### Trophée du Festival du film américain de Deauville
Pour la première fois depuis sa création en 1975, le festival fait appel à un artiste pour créer son propre trophée. Ce dernier, inspiré par «Cryptogram One», est réalisé en fonte d'aluminium (133h de travail pour chaque pièce) sur lequel on retrouve des lettres disposées sur toutes les faces et qui forment des mots tels que Hope (espoir), Wisdom (sagesse) ou encore "7éme Art". Le trophée, accompagné d'un sac en cuir spécialement réalisé par Prouès et dont l'extérieur a été dessiné par Karl Lagasse, est remis aux lauréats parmi lesquels Woody Harrelson, Jeff Goldblum, Michelle Rodríguez, Darren Aronofsky, Laura Dern, Robert Pattinson.

## Distinctions
- 2009 : Artprice classe Karl Lagasse parmi les dix meilleurs sculpteurs du monde de moins de 30 ans[30].
- 2011 : D'après une étude parue dans le magazine MoneyWeek sur les 10 artistes français de moins de 30 ans les plus cotés, Karl Lagasse est classé cinquième[31].
- 2012 : La publication new-yorkaise "Farameh" le cite parmi les cinquante meilleurs artistes contemporains qui tirent leur inspiration des icônes américaines traditionnelles dans son ouvrage "For Which It Stands : Americana in Contemporary Art"[32].
- 2016 : Lors de l’Art Paris Art Fair au Grand Palais, le président de la république française félicite personnellement Karl Lagasse pour le succès de son One Dollar en bronze de deux mètres.

## Rétrospective
- 1996 :
  - Première œuvre vendue à Anvers à l'âge de 15 ans[33]
- 2003 : 
  - Exposition Galerie Evertart, Paris (France)
- 2004 : 
  - Exposition Galerie Work Shop, Deauville (France)
- 2005 : 
  - Exposition Galerie Isy Brachot, Bruxelles (Belgique)
- 2006 : 
  - Exposition Galerie Pascal Polar, Bruxelles (Belgique) - Exposition - Galerie Xavier Ufkens, Bruxelles (Belgique)
- 2007 : 
  - Exposition permanente : Opera Gallery, (Paris, Londres, Miami, Singapour, Hong Kong, Séoul, Monaco, New York, Dubaï, et Genève)
- 2008 : 
  - Exposition exclusive à l'Espace Cardin, Paris (France)
- 2009 : 
  - Création du "One Dollar"
  - Exposition Galerie Olga London, Bruxelles (Belgique)
  - Exposition Galérie Arty, Saint-Tropez (France)
  - Exposition Opus Galerie, Aix-en-Provence (France)
  - Exposant au salon « Art Elysées », Paris (France)
  - Ouverture du "Workshop" à Deauville, vernissage et projection des clips vidéo sur le travail de l'artiste au cinéma du Casino de Deauville (France)
- 2010 :
  - À la demande de la ville de Deauville Karl Lagasse se rend à Lexington (États-Unis) et réalise une sculpture pour les championnats du monde d’équitation
  - Exposition Galerie Bel Air Fine Art, Milan (Italie)
  - Exposition Crans Montana, Genève (Suisse)
  - Exposition Galerie Luca Fine Art, Verbier (Suisse)
- 2011 :
  - Exposition Galerie Caroline Bober, Paris (France)
  - Exposition Galerie des Lices, Saint-Tropez (France)
  - Exposant au Salon « Art Monaco »
  - Exposition Galerie Mariegold Fine Art, Bombay, New Delhi (Inde)
  - Exposant au salon « Art Zurich » (Suisse)[34] et « Art Elysées » à la Galerie Bel Air Fine Art (Italie)
- 2012 : 
  - Exposition Galerie Artco France, Paris (France), Saint Germain des Prés (France)
  - Pour le 65e anniversaire du Festival de Cannes, Karl réalise une sculpture “Building” composée de photos retraçant les moments forts de l’histoire du festival
  - Karl Lagasse offre à la ville de Deauville une sculpture "Crytogram One" en bronze, qui restera de façon permanente à l’entrée de la ville
- 2014 :
  - Art Paris Art Fair - Réalisation d'un abstrait pour la marque automobile Maserati lors du lancement mondiale de la nouvelle Ghibli, Paris (France)
- 2015 :
  - Art Paris Art Fair - Galerie Michel Vidal, Paris (France)
  - Paris Art fair - A Piece of Heaven on Earth en collaboration avec Maserati
- 2016 : 
  - Exposition - Atrium Gallery, Marbella (Espagne)
  - Art Paris Art Fair, Paris (France)[35]
  - Sm'art - Aix en Provence (France)[36]
- 2017 : 
  - Création du trophée de la 43e édition du Festival du cinéma américain de Deauville[19],[37].